# Ikast
Ikast este un oraș în Danemarca.